# Luge aux Jeux olympiques de 2018 – Relais par équipes
Navigation
Sotchi 2014 Pékin 2022
L'épreuve de luge en relais des Jeux olympiques d'hiver de 2018 a lieu le 15 février 2018 au Centre de glisse d'Alpensia. L'épreuve est composée de trois descentes par équipe : une femme, un homme et un duo.

## Médaillés
| Or                                                                        | Argent                                                       | Bronze                                                               |
| Allemagne Natalie Geisenberger Johannes Ludwig Tobias Wendl / Tobias Arlt | Canada Alex Gough Samuel Edney Tristan Walker / Justin Snith | Autriche Madeleine Egle David Gleirscher Peter Penz / Georg Fischler |

## Résultats
| Rang                                | Dossard        | Athlètes                                                                | Pays               | Simple femmes | Simple hommes | Double hommes | Total          | Retard   |
| ----------------------------------- | -------------- | ----------------------------------------------------------------------- | ------------------ | ------------- | ------------- | ------------- | -------------- | -------- |
| Médaille d'or, Jeux olympiques      | 13–1 13–2 13–3 | Natalie Geisenberger Johannes Ludwig Tobias Wendl / Tobias Arlt         | Allemagne          | 46 s 870      | 48 s 822      | 48 s 825      | 2 min 24 s 517 | -        |
| Médaille d'argent, Jeux olympiques  | 11–1 11–2 11–3 | Alex Gough Samuel Edney Tristan Walker / Justin Snith                   | Canada             | 47 s 099      | 48 s 820      | 48 s 953      | 2 min 24 s 872 | +0 s 355 |
| Médaille de bronze, Jeux olympiques | 12–1 12–2 12–3 | Madeleine Egle David Gleirscher Peter Penz / Georg Fischler             | Autriche           | 47 s 122      | 48 s 758      | 49 s 108      | 2 min 24 s 988 | +0 s 471 |
| 4                                   | 10–1 10–2 10–3 | Summer Britcher Chris Mazdzer Matthew Mortensen / Jayson Terdiman       | États-Unis         | 47 s 266      | 48 s 660      | 49 s 165      | 2 min 25 s 091 | +0 s 574 |
| 5                                   | 9–1 9–2 9–3    | Andrea Vötter Dominik Fischnaller Ivan Nagler / Fabian Malleier         | Italie             | 47 s 078      | 48 s 827      | 49 s 188      | 2 min 25 s 093 | +0 s 576 |
| 6                                   | 8–1 8–2 8–3    | Ulla Zirne Kristers Aparjods Andris Šics / Juris Šics                   | Lettonie           | 47 s 369      | 48 s 891      | 49 s 055      | 2 min 25 s 315 | +0 s 798 |
| 7                                   | 7–1 7–2 7–3    | Ekaterina Baturina Roman Repilov Alexander Denisyev / Vladislav Antonov | Russie (OAR)       | 47 s 523      | 48 s 615      | 49 s 211      | 2 min 25 s 349 | +0 s 832 |
| 8                                   | 5–1 5–2 5–3    | Ewa Kuls Maciej Kurowski Wojciech Chmielewski / Jakub Kowalewski        | Pologne            | 47 s 711      | 49 s 134      | 49 s 568      | 2 min 26 s 413 | +1 s 896 |
| 9                                   | 6–1 6–2 6–3    | Aileen Frisch Lim Nam-kyu Park Jin-yong / Cho Jung-myung                | Corée du Sud       | 47 s 211      | 49 s 854      | 49 s 478      | 2 min 26 s 543 | +2 s 026 |
| 10                                  | 4–1 4–2 4–3    | Raluca Strămăturaru Valentin Crețu Cosmin Atodiresei / Ştefan Musei     | Roumanie           | 47 s 097      | 49 s 609      | 50 s 138      | 2 min 26 s 844 | +2 s 327 |
| 11                                  | 2–1 2–2 2–3    | Katarina Šimoňáková Jozef Ninis Marek Solčanský / Karol Stuchlák        | Slovaquie          | 48 s 032      | 49 s 326      | 49 s 635      | 2 min 26 s 993 | +2 s 476 |
| 12                                  | 3–1 3–2 3–3    | Tereza Nosková Ondřej Hyman Lukáš Brož / Antonín Brož                   | République Tchèque | 48 s 238      | 49 s 178      | 49 s 645      | 2 min 27 s 061 | +2 s 544 |
| 13                                  | 1–1 1–2 1–3    | Olena Shkhumova Anton Dukach Oleksandr Obolonchyk / Roman Zakharkiv     | Ukraine            | 51 s 503      | 49 s 135      | 50 s 365      | 2 min 31 s 003 | +6 s 486 |